# Mahé Drysdale
Alexander Mahé Owens Drysdale (Melbourne, Australia, 19 de noviembre de 1978) es un deportista neozelandés que compitió en remo; bicampeón olímpico y cinco veces campeón mundial.

## Trayectoria
Participó en cuatro Juegos Olímpicos de Verano, obteniendo en total tres medallas, bronce en Pekín 2008, oro en Londres 2012 y oro en Río de Janeiro 2016, en la prueba de scull individual, y el quinto lugar en Atenas 2004, en cuatro sin timonel.
Ganó ocho medallas en el Campeonato Mundial de Remo entre los años 2005 y 2015.
Fue el abanderado de Nueva Zelanda en la ceremonia de apertura de los Juegos de Pekín 2008 y en la ceremonia de clausura de los Juegos de Londres 2012.
En 2009 fue elegido «Remero del año» por la FISA, y ese mismo año fue nombrado miembro de la Orden del Mérito de Nueva Zelanda. Además, fue nombrado atleta del año de Nueva Zelanda en cinco años (2006, 2007, 2009, 2012 y 2016).
Está casado con la remera neozelandesa Juliette Haigh.

## Palmarés internacional
| Juegos Olímpicos   | Juegos Olímpicos          | Juegos Olímpicos  | Juegos Olímpicos |
| Año                | Lugar                     | Medalla           | Prueba           |
| ------------------ | ------------------------- | ----------------- | ---------------- |
| 2008               | Pekín (China)             | Medalla de bronce | Scull individual |
| 2012               | Londres (Reino Unido)     | Medalla de oro    | Scull individual |
| 2016               | Río de Janeiro (Brasil)   | Medalla de oro    | Scull individual |
| Campeonato Mundial |                           |                   |                  |
| Año                | Lugar                     | Medalla           | Prueba           |
| 2005               | Kaizu (Japón)             | Medalla de oro    | Scull individual |
| 2006               | Eton (Reino Unido)        | Medalla de oro    | Scull individual |
| 2007               | Múnich (Alemania)         | Medalla de oro    | Scull individual |
| 2009               | Poznań (Polonia)          | Medalla de oro    | Scull individual |
| 2010               | Cambridge (Nueva Zelanda) | Medalla de plata  | Scull individual |
| 2011               | Bled (Eslovenia)          | Medalla de oro    | Scull individual |
| 2014               | Ámsterdam (Países Bajos)  | Medalla de plata  | Scull individual |
| 2015               | Aiguebelette (Francia)    | Medalla de plata  | Scull individual |